# Đột Tuyền
Đột Tuyền (tiếng Mông Cổ: ᠲᠦᠴᠢᠤᠸᠠᠨ ᠰᠢᠶᠠᠨ Tüčiuvan siyan, Тучуань шянь; giản thể: 突泉县; phồn thể: 突泉縣; bính âm: Tūquán Xiàn) là một huyện của minh Hưng An, khu tự trị Nội Mông Cổ, Trung Quốc. Huyện có ranh giới với tỉnh Cát Lâm ở phía đông, phía nam của huyện là Hữu dực trung kỳ Horqin và phía bắc của huyện là Hữu dực tiền kỳ Horqin.

## Hành chính

### Trấn
| - Đột Tuyền (突泉镇) - Lục Hộ (六户镇) - Đông Đỗ Nhĩ Cơ (东杜尔基镇) | - Vĩnh An (永安镇) - Thủy Tuyền (水泉镇) - Bảo Thạch (宝石镇) |

### Hương
| - Thái Đông (太东乡) - Học Điền (学田乡) - Cửu Long (九龙乡) - Thái Bình (太平乡) | - Thái Hòa (太和乡 - Ba Ngạn Trát Lạp Dát (巴彦扎拉嘎乡) - Hãn Đạt Hãn (罕达罕乡) |

## Khí hậu
| Dữ liệu khí hậu của Đột Tuyền           | Dữ liệu khí hậu của Đột Tuyền | Dữ liệu khí hậu của Đột Tuyền | Dữ liệu khí hậu của Đột Tuyền | Dữ liệu khí hậu của Đột Tuyền | Dữ liệu khí hậu của Đột Tuyền | Dữ liệu khí hậu của Đột Tuyền | Dữ liệu khí hậu của Đột Tuyền | Dữ liệu khí hậu của Đột Tuyền | Dữ liệu khí hậu của Đột Tuyền | Dữ liệu khí hậu của Đột Tuyền | Dữ liệu khí hậu của Đột Tuyền | Dữ liệu khí hậu của Đột Tuyền | Dữ liệu khí hậu của Đột Tuyền |
| Tháng                                   | 1                             | 2                             | 3                             | 4                             | 5                             | 6                             | 7                             | 8                             | 9                             | 10                            | 11                            | 12                            | Năm                           |
| --------------------------------------- | ----------------------------- | ----------------------------- | ----------------------------- | ----------------------------- | ----------------------------- | ----------------------------- | ----------------------------- | ----------------------------- | ----------------------------- | ----------------------------- | ----------------------------- | ----------------------------- | ----------------------------- |
| Cao kỉ lục °C (°F)                      | 7.1 (44.8)                    | 13.1 (55.6)                   | 28.7 (83.7)                   | 33.0 (91.4)                   | 39.9 (103.8)                  | 41.2 (106.2)                  | 39.3 (102.7)                  | 37.9 (100.2)                  | 35.7 (96.3)                   | 30.7 (87.3)                   | 18.4 (65.1)                   | 9.3 (48.7)                    | 41.2 (106.2)                  |
| Trung bình ngày tối đa °C (°F)          | −7.8 (18.0)                   | −2.9 (26.8)                   | 4.7 (40.5)                    | 15.2 (59.4)                   | 22.8 (73.0)                   | 27.1 (80.8)                   | 28.3 (82.9)                   | 27.3 (81.1)                   | 22.2 (72.0)                   | 13.5 (56.3)                   | 1.5 (34.7)                    | −6.2 (20.8)                   | 12.1 (53.9)                   |
| Trung bình ngày °C (°F)                 | −13.8 (7.2)                   | −9.7 (14.5)                   | −2.3 (27.9)                   | 8.0 (46.4)                    | 15.9 (60.6)                   | 21.0 (69.8)                   | 22.9 (73.2)                   | 21.3 (70.3)                   | 15.0 (59.0)                   | 6.5 (43.7)                    | −4.4 (24.1)                   | −11.6 (11.1)                  | 5.7 (42.3)                    |
| Tối thiểu trung bình ngày °C (°F)       | −18.2 (−0.8)                  | −15.0 (5.0)                   | −8.5 (16.7)                   | 1.0 (33.8)                    | 8.6 (47.5)                    | 14.7 (58.5)                   | 17.8 (64.0)                   | 15.7 (60.3)                   | 8.5 (47.3)                    | 0.5 (32.9)                    | −9.3 (15.3)                   | −16.0 (3.2)                   | 0.0 (32.0)                    |
| Thấp kỉ lục °C (°F)                     | −31.1 (−24.0)                 | −29.7 (−21.5)                 | −20.3 (−4.5)                  | −12.0 (10.4)                  | −2.6 (27.3)                   | 3.3 (37.9)                    | 10.0 (50.0)                   | 7.0 (44.6)                    | −1.6 (29.1)                   | −18.0 (−0.4)                  | −26.0 (−14.8)                 | −28.1 (−18.6)                 | −31.1 (−24.0)                 |
| Lượng Giáng thủy trung bình mm (inches) | 1.3 (0.05)                    | 1.6 (0.06)                    | 5.2 (0.20)                    | 13.8 (0.54)                   | 28.0 (1.10)                   | 71.0 (2.80)                   | 148.1 (5.83)                  | 77.2 (3.04)                   | 30.5 (1.20)                   | 10.8 (0.43)                   | 3.4 (0.13)                    | 2.2 (0.09)                    | 393.1 (15.47)                 |
| Độ ẩm tương đối trung bình (%)          | 47                            | 41                            | 38                            | 35                            | 38                            | 55                            | 71                            | 70                            | 58                            | 47                            | 48                            | 50                            | 50                            |
| Nguồn:                                  |                               |                               |                               |                               |                               |                               |                               |                               |                               |                               |                               |                               |                               |